# Chabuata nigrostriata
Chabuata nigrostriata är en fjärilsart som beskrevs av Köhler 1959. Chabuata nigrostriata ingår i släktet Chabuata och familjen nattflyn. Inga underarter finns listade i Catalogue of Life.